# Hucho hucho
Il salmone del Danubio (Hucho hucho) è un pesce d'acqua dolce appartenente alla famiglia Salmonidae ed all'ordine Salmoniformes.

## Distribuzione e habitat
Originariamente endemico del Danubio e dei suoi affluenti, questo salmonide è stato introdotto in altri fiumi d'Europa, ma sembra essersi acclimatato solo in Spagna nei fiumi Ebro e Douro ed in alcuni fiumi marocchini. 
Vive esclusivamente in acqua dolce e non discende mai in mare, frequenta zone di calma nei pressi di correnti forti, con acque profonde, pulite e ben ossigenate, lo si può trovare in profonde buche sotto i ponti ed ambienti similari.

## Descrizione

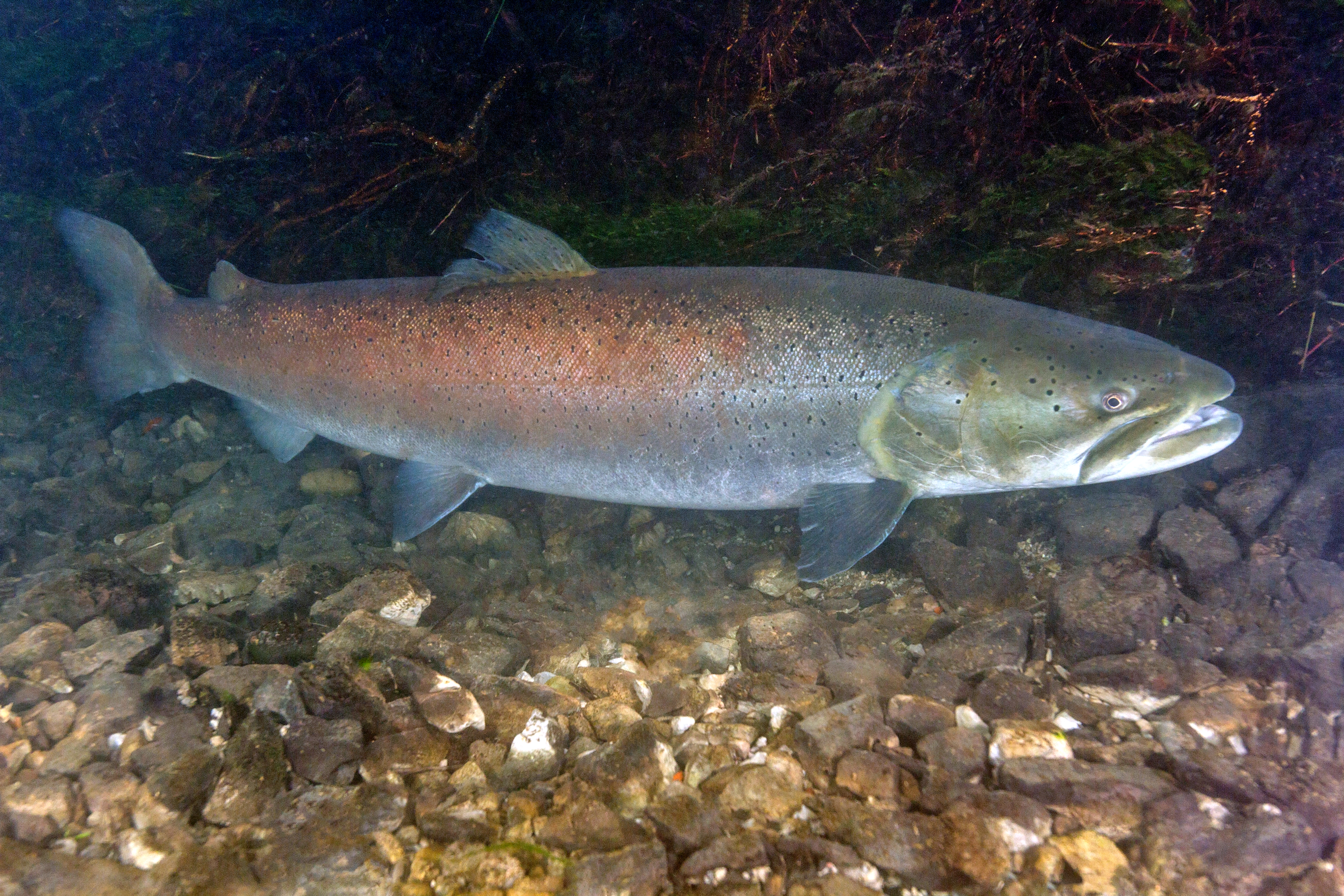
Un adulto

Il corpo è fusiforme e slanciato, molto simile a quello del salmone atlantico e della trota ma la bocca, che è armata di forti denti, è molto più grande ed arriva a superare l'occhio. L'osso mascellare è molto robusto e si nota molto bene anche a bocca chiusa. La sezione del corpo è rotonda (negli altri salmonidi è appiattita lateralmente). È comunque assolutamente inconfondibile poiché non esiste, negli stessi ambienti, alcuna specie di salmonide di queste dimensioni. 

La colorazione è verdastra sul dorso ed ha riflessi color rame o rosati sui lati. I fianchi sono cosparsi di macchiette nere, di cui alcune a forma di X.

Raggiunge (o meglio raggiungeva in passato) la lunghezza di 150 cm per circa 50 kg di peso.

## Riproduzione
Avviene in corrispondenza dello scioglimento delle nevi, i riproduttori vanno in cerca degli ambienti adatti, con fondi di ghiaietta, scavano una buchetta e, dopo la deposizione, la ricoprono, dopo di che tornano ai loro luoghi di residenza abituale. Gli avannotti, dopo l'assorbimento del sacco vitellino si nutrono di piccoli invertebrati fino a che sono abbastanza grandi da passare ad una dieta ittiofaga che non abbandoneranno più.

## Alimentazione
Il salmone del Danubio è un predatore solitario, dotato di grande forza, che caccia preferibilmente nelle prime ore del mattino ed in quelle serali. La sua preda preferita è il naso ma caccia anche altri ciprinidi come barbi o gobioni ed, occasionalmente, altri pesci.
Non disdegna neanche le rane e, pare, i pulcini degli uccelli acquatici.

## Pesca
Veniva pescato solo dai pescatori sportivi ma adesso la specie è ovunque soggetta a stringenti misure di protezione.

## Conservazione
Questo splendido pesce sta diventando raro. La causa sta nella sovrapesca che ha subito negli anni passati ma soprattutto nell'inquinamento (verso il quale non ha alcuna tolleranza) del fiume Danubio e negli sbarramenti del suo corso che non consentono migrazioni riproduttive. Si tratta di una specie di difficilissimo allevamento che si riproduce a stento in cattività.
Nei fiumi della Romania negli ultimi 20 anni questa specie ha subito una drastica diminuzione per colpa della segatura buttata in abbondanza nel fiume dalle numerose segherie industriali del Paese.